# Bítov (hrad)
Hrad Bítov se nachází asi 9 km severozápadně od městyse Vranov nad Dyjí v okrese Znojmo. Je ve státním vlastnictví (správu zajišťuje Národní památkový ústav), přístupný veřejnosti. Od roku 1973 je chráněn jako kulturní památka a v roce 2001 byl zapsán na seznam národních kulturních památek. Bítovským kastelánem je od roku 2006 Jan Binder.

## Historie

### Středověk
Hrad byl založen v 11. století na místě původního velkomoravského hradiště, a to jako první z řetězce hradů, které měly chránit jižní hranici přemyslovského státu. První písemná zmínka o hradu Bítov pochází z roku 1061. Hrad byl založen na ostrožně na levém břehu říčky Želetavky. Hrad byl členěn na tři části oddělené navzájem valy. Svým vzhledem se ještě příliš nelišil od starších hradišť. Bítov zaujal významné místo ve znojemském údělném knížectví a v zastavení postupu německé kolonizace na sever. Další písemné zprávy o hradu pocházejí z 80. let 12. století kdy se český kníže Bedřich rozhodl v roce 1185 napadnout svého rivala znojemského knížete Konráda II. Otu a podle zprávy kronikáře Jarlocha vyplenil znojemskou provincii. Při tomto tažení však hrad Bítov odolal. Kolem roku 1200 byl nahrazen původní hradský systém novým rozdělením kraje a výrazem tohoto nového uspořádání je i početná řada zeměpanských správců hradu Bítova.
Před polovinou 13. století začala přestavba Bítova, ze které je zachováno torzo válcové věže s břitem a torzo hradního paláce ukryté v hmotě pozdně gotických budov kolem nepravidelného nádvoří.
Počátkem 14. století se Bítov dostává do rukou Lichtenburků z Bítova, kteří přistoupili k další přestavbě hradu a začali budovat jádro hradu na východní straně v místech dnešního paláce.

### Novověk
V 17. století byl v majetku rodu Jankovských z Vlašimi a v té době byl přestavěn na barokní opevněný zámek. Další romantická gotizující přestavba hradu byla provedena v letech 1811–1863 za Daunů. 
V roce 1846 tak získala tehdy již téměř šest století stará hradní kaple Nanebevzetí Panny Marie zcela novou podobu. Jindřich Daun ji nechal zvýšit a rozšířit a pro hlavní oltář objednal nový obraz u vídeňského malíře Antona Zieglera. Pod mozaikovou dlažbou kaple nechal zřídit rodovou hrobku. Kromě členů rodiny Daunů je zde pohřben také poslední majitel hradu baron Haas. V kapli se krom toho nalézá vzácná gotická socha Madony z první poloviny 14. století. Dětský Ježíš drží neobvyklý atribut - ptáče. Tato socha původně stála v hradní kapli nedalekého hradu Cornštejna. Majitel Cornštejna ji věnoval Bítovu jako pokání za to, že nechal v rybníku pod hradem utopit kněze.
Interiéry hradu zdobí hodnotná sbírka obrazů německých a rakouských romantiků. Dále jsou zde vystaveny početné zoologické sbírky posledního majitele hradu barona Jiřího Haase, pro nějž hrad roku 1912 koupil jeho otec, velkovýrobce porcelánu Georg Haas z Hasenfelsu.
| Rok  | Počet návštěvníků |
| ---- | ----------------- |
| 2015 | 60 042            |
| 2016 | 69 392            |
| 2017 | 72 960            |
| 2018 | 66 950            |

### Přehled majitelů
- 1046–1307 Přemyslovci
- 1307–1572 Lichtenburkové z Bítova
- 1612–1739 Jankovští z Vlašimi
- 1755–1890 Daunové
- 1890–1906 Haugwitzové
- 1912–1945 Haasové
- od 1945 stát

## Romantický park
Součástí romantických úprav hradu bylo také zřízení anglického lesoparku s řadou drobných staveb a plastik. V parku se nachází sloup s tzv. Švédskou Madonou, plastika byla totiž vytvořena na poděkování za uchránění hradu před vojskem Švédů během třicetileté války. Původní rozsáhlý parkový komplex byl citelně poškozen vybudováním vranovské přehrady ve 30. letech 20. století.

## Fotogalerie

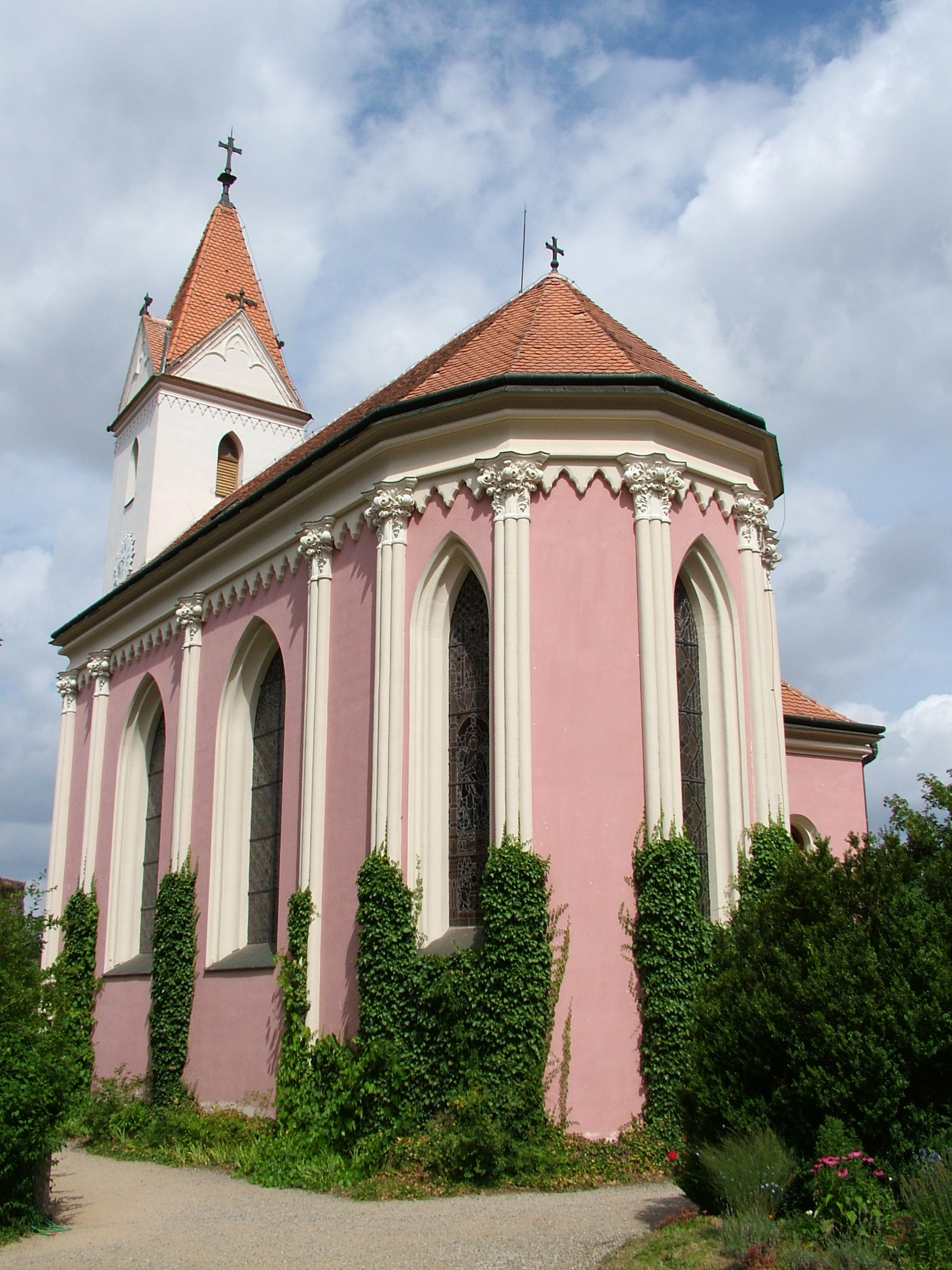
Hradní kaple
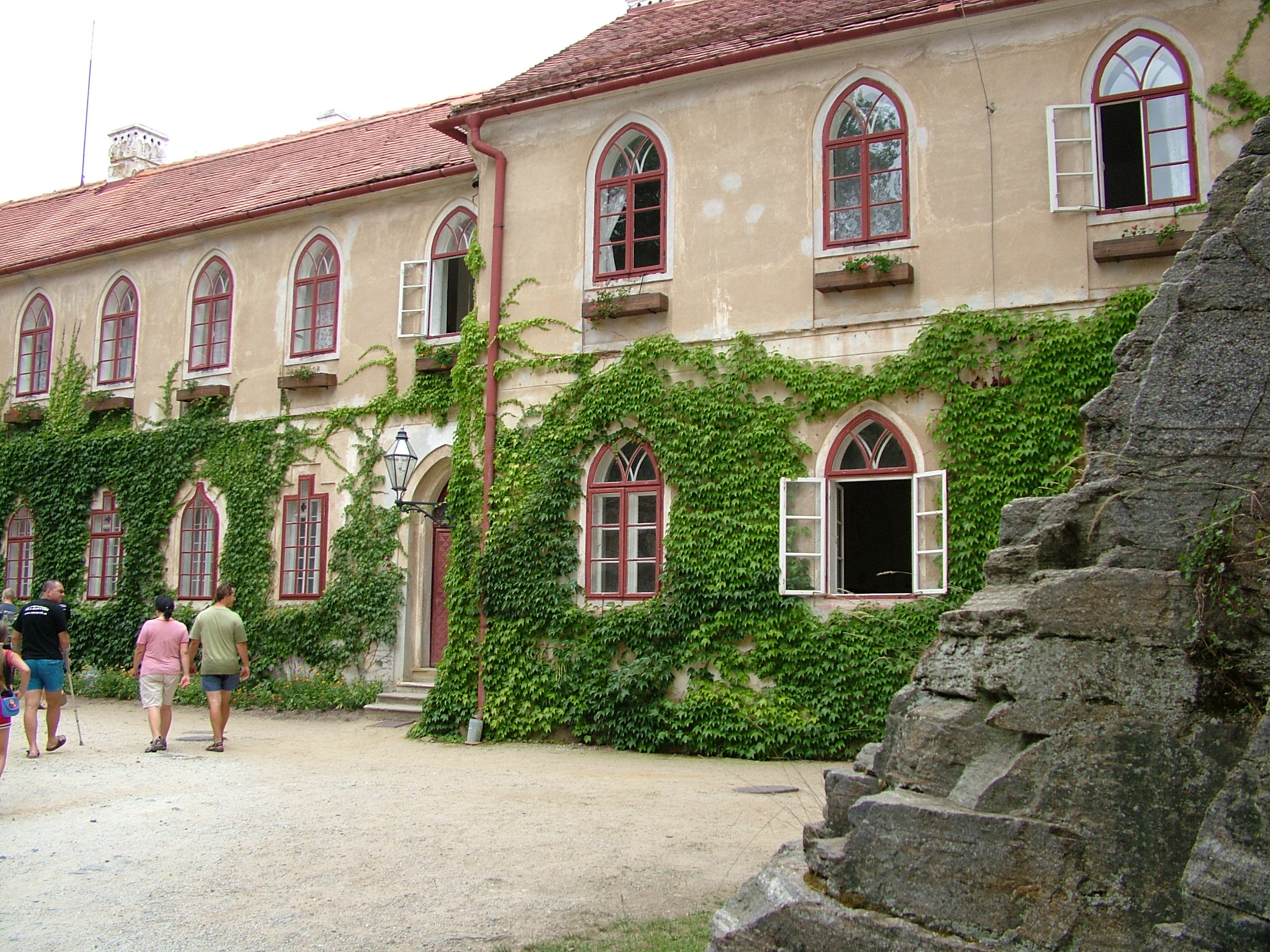
Severní křídlo (psí kuchyně)
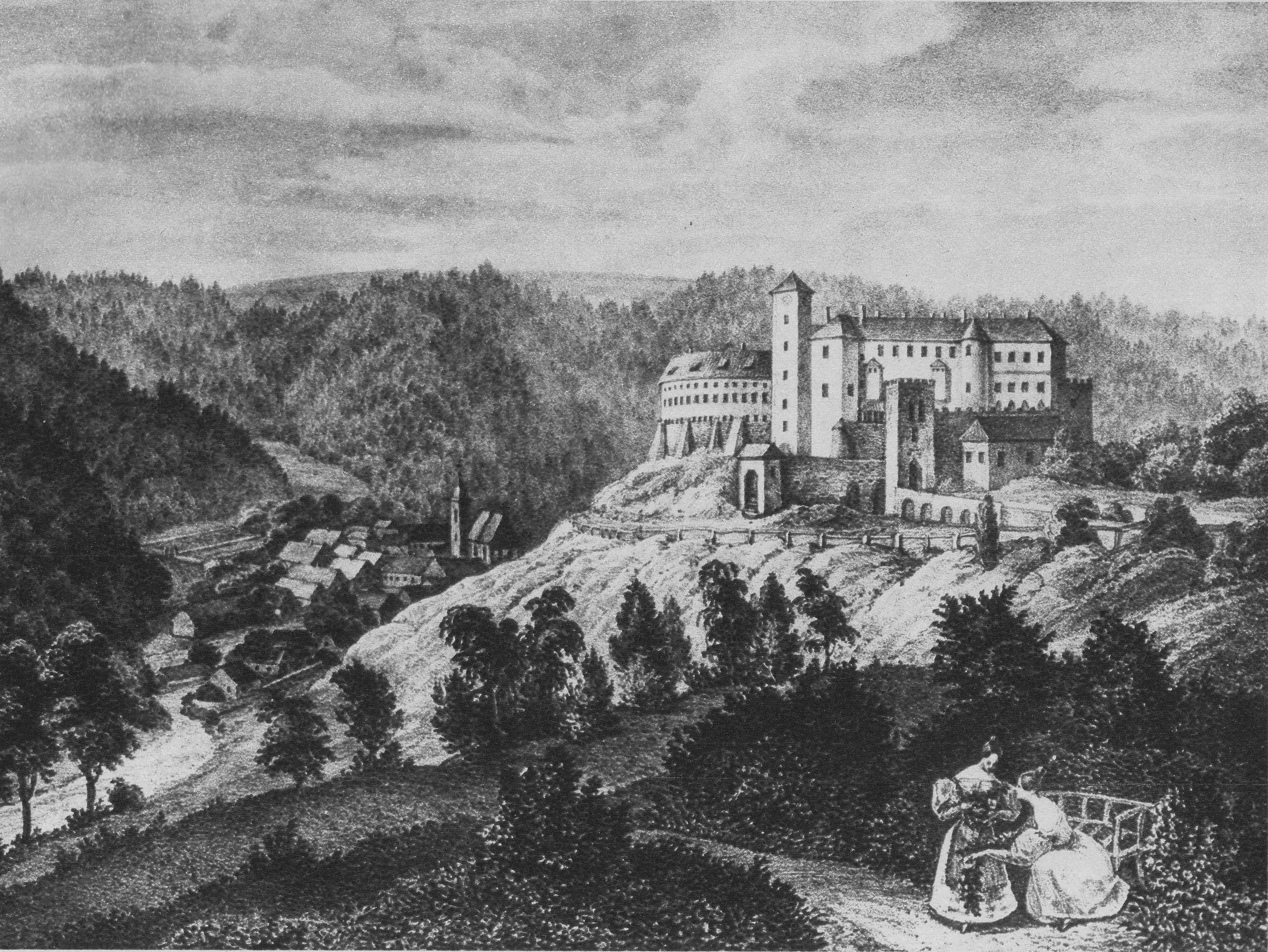
Bítov roce 1848